# Seminarium Teologiczne Świętej Trójcy w Jordanville
Seminarium Teologiczne Świętej Trójcy w Jordanville (ros. Свято-Троицкая духовная семинария в Джорданвилле, ang. Holy Trinity Orthodox Seminary in Jordanville) – jest instytucją szkolnictwa wyższego pod jurysdykcją Rosyjskiego Kościoła Prawosławnego poza granicami Rosji i znajduje się w pobliżu Jordanville w stanie Nowy Jork (USA). Seminarium, powiązane z monasterem Świętej Trójcy, oferuje pięcioletni program studiów prowadzący do stopnia licencjata teologii (B.Th.). Jest akredytowane przez Komisarza ds. Edukacji i Radę Regentów na Uniwersytecie Stanu Nowy Jork.

## Historia
Po oddzieleniu Mitropolii Północno-Amerykańskiej od Rosyjskiego Kościoła Prawosławnego poza granicami Rosji w listopadzie 1946 roku, ostannia nie pozostała ani jedna teologicznа szkołа przy ostrym niedoborze duchownych, zapewniających systematyczne wykształcenie teologiczne. Dobrze przygotowane kapłani, którzy otrzymali seminarium i wykształcenie akademickie w przedrewolucyjnej Rosji albo odchodzili na emeryturę, albo umierali. Arcybiskup Witalis (Maksimienko) przystąpił do organizacji seminarium. W 1947 r. na jego rozkaz w klasztorze zostały zorganizowane zajęcia z młodymi nowicjuszami i mnichami, na którym studiował historię kościelną, liturgiczny statut, język angielski.
28 czerwca 1948 r. na Spotkaniu biskupów w Diecezjalnym zarządzaniu w Bronxie słuchał pytanie o organizacji Seminarium Świętej Trójcy. Uczestnicy Spotkania postanowili: z rozpoczęciem nowego roku szkolnego 14 października 1948 roku otworzyć w monasterze Trójcy Świętej w Jordanville prawosławny seminarium duchowny. 16 lipca 1948 roku został uzyskany charter od zarządu uniwersytetu stanu Nowy Jork, gdzie stwierdzono, że "celem, dla którego powstała ta firma jest tworzenie seminarium dla edukacji młodych ludzi do bieli i zakonnego duchowieństwa Rosyjskiego Kościoła Prawosławnego w Ameryce". Seminarium Teologiczne Świętej Trójcy otrzymał wszystkie prawa i uprawnienia amerykańskiego szkolnictwa wyższego.
12 października 1948 r. Synod biskupów Rosyjskiego kościoła prawosławnego poza granicami Rosji, po wysłuchaniu raport arcybiskupa Witalisa (Maksimenko) i raport biskupa Nikon (Rklickiego), o otrzymaniu charteru na otwarcie "Seminarium Teologiczngo Świętej Trójcy", zatwierdził otwieranie seminarium w Jordanville zgodnie z dostarczonym planem.
Zajęcia dla pierwszych studentów rozpoczęły się 14 października 1948 roku. Początkowo w Jordanville uczyły tylko Pismo Święte, litugika, historia kościoła, kościelne śpiewanie i język angielski. Staraniem arcybiskupa Witalisa i pierwszego dziekana seminarium Nikołaja Aleksandrowa w seminarium było zapewnia pełne szkolenia. W 1949 roku ukazało się pierwsze ogłoszenie o przyjęciu uczniów. Zakładano, że kurs składać się będzie z 5 lat: 2 lata przygotowawczych, 3 lata — nauki teologiczne.
W 2017-2018 roku w seminarium po raz pierwszy w jej historii został opracowany w kwietniu 2018 roku zatwierdzony przez władze stanu Nowy Jork program studiów magisterskich, szkolenia dla którego zaczęło się od jesieni tego samego roku.

## Rektorzy
- Witalis (Maksimienko) (16 maja 1948 – 1 marca 1952)
- Awerkiusz (Tauszew) (1 marca 1952 – 13 kwietnia 1976)
- Ławr (Szkurła) (17 lipca 1976 – 16 marca 2008)
- Łukasz (Murjanka) (od 6 września 2008)